# Natalja Gonczarowa
Natalja Gonczarowa; dawniej znana jako Obmoczajewa (ukr. Наталія Гончарова, ur. 1 czerwca 1989 w Skole na Ukrainie) – rosyjska siatkarka, reprezentantka kraju.
Urodzona na Ukrainie, reprezentowała ukraińskie kluby, grała też w juniorskiej i młodzieżowej reprezentacji kraju. Od 2010 roku występuje w reprezentacji Rosji.
W 2010 r. w Japonii zdobyła mistrzostwo Świata. Złota medalistka mistrzostw Europy 2013 rozgrywanych w Niemczech i Szwajcarii.

## Życie prywatne
Była żoną Aleksieja Obmaczajewa, rosyjskiego siatkarza, libero Dinamo Moskwa. Rozstali się w lutym 2016 roku. Jej siostrą jest Wałerija Honczarowa.

## Sukcesy klubowe
Liga Mistrzyń
- 2007, 2009

Mistrzostwo Rosji
- 2007, 2009, 2016, 2017, 2018, 2019
- 2008, 2010, 2011, 2012, 2013, 2014, 2015, 2021

Puchar Rosji
- 2009, 2011, 2013, 2018

Superpuchar Rosji
- 2017, 2018

## Sukcesy reprezentacyjne
Ukraina:
Mistrzostwa Europy Kadetek
- 2005

Mistrzostwa Europy Juniorek
- 2006

Rosja:
Mistrzostwa Świata
- 2010

Letnia Uniwersjada
- 2013

Mistrzostwa Europy
- 2013, 2015

Grand Prix
- 2015
- 2014

Volley Masters Montreux
- 2018

Puchar Świata:
- 2019

## Nagrody indywidualne
- 2006 – MVP Mistrzostw Europy Juniorek
- 2015 – MVP rosyjskiej Superligi w sezonie 2014/2015
- 2015 – Najlepsza atakująca Grand Prix
- 2015 – Najlepsza atakująca Pucharu Świata
- 2016 – MVP turnieju kwalifikacyjnego do Igrzysk Olimpijskich 2016
- 2016 – MVP rosyjskiej Superligi w sezonie 2015/2016
- 2017 – MVP rosyjskiej Superligi w sezonie 2016/2017
- 2018 – Najlepsza atakująca turnieju Volley Masters Montreux